# Dorisk ordning

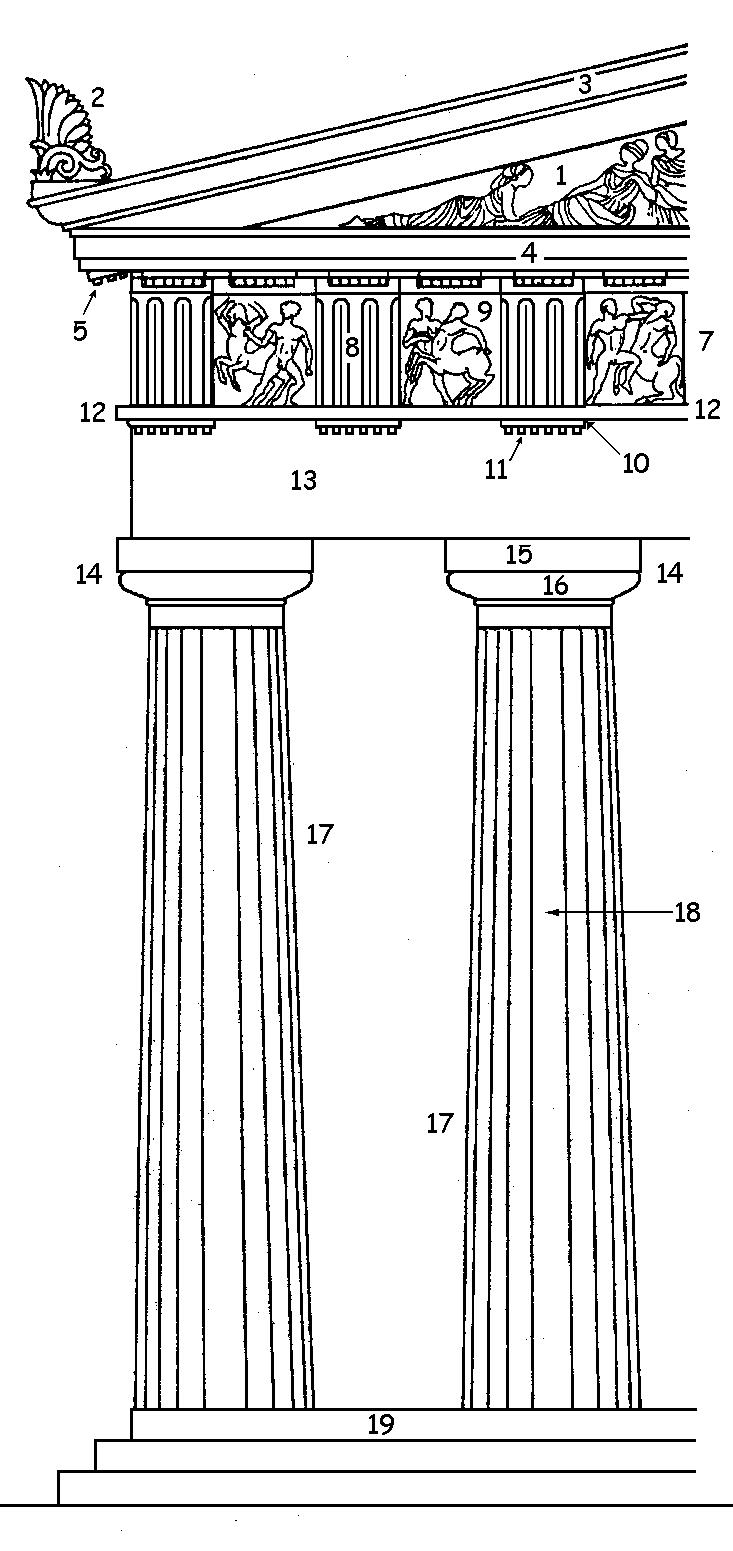
Exempel på dorisk ordning:
1. Tympanon, 2. Akroterion, 3. Sima, 4. Geison, 5. Mutulus, 7. Fris, 8. Triglyf, 9. Metop, 10. Regula, 11. Gutta, 12. Taenia, 13. Arkitrav, 14. Kapitäl, 15. Abakus, 16. Ekinus, 17. Kolonn, 18. Kannelyr, 19. Stylobat.

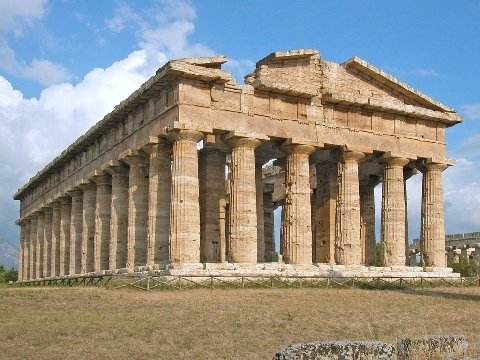
Det så kallade Poseidontemplet i Paestum är ett tidigt exempel på dorisk arkitektur.

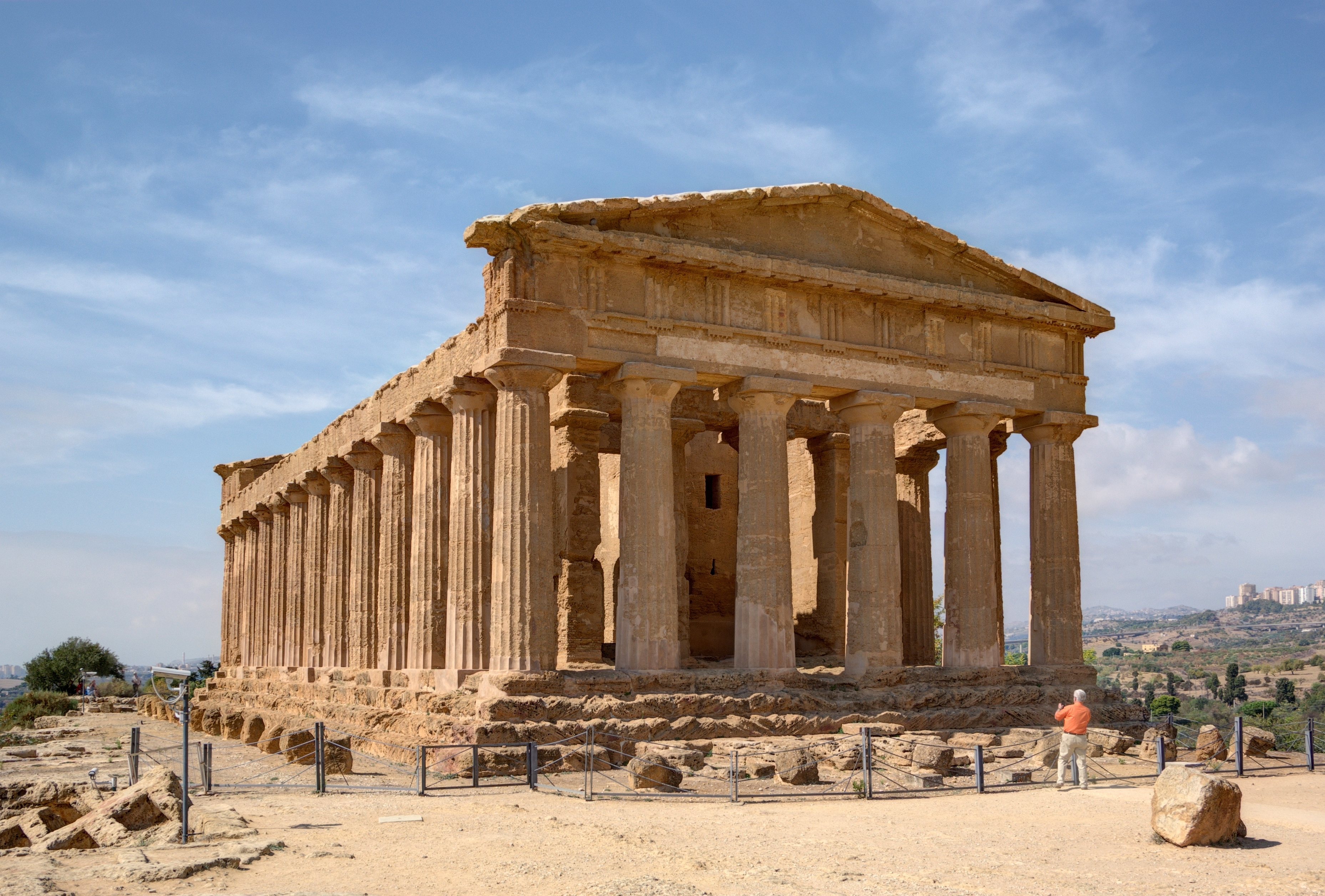
Concordiatemplet i Agrigento.

Dorisk ordning är en kolonnordning med två huvudtyper: den grekisk-doriska och den romersk-doriska. Båda har visserligen grekiskt ursprung, men de har utvecklats på olika sätt.
Gemensamt för de båda ordningarna är frisens triglyfer, upptill och nedtill omgivna av mutuli respektive guttae, samt det enkla kapitälet, som huvudsakligen består av en mer eller mindre profilerad ekinus samt abakus. Ekinus (latin echinus, av grekiska ἐχῖνος, echinos, egentligen "sjöborre") är den runda kuddliknande platta som tillhör ett doriskt kapitäl och är placerad mellan abakus och kolonnskaftet.
Den grekisk-doriska ordningen saknar bas och någon sådan föreskrivs inte heller av Vitruvius för den romersk-doriska, men i praktiken har den romersk-doriska till skillnad från den grekisk-doriska alltid bas.

## Historia
Den doriska ordningen framträder för första gången på Peloponnesos under 600-talet f.Kr. Från de kommande två århundradena finns många välbevarade exempel på den grekisk-doriska kolonnordningens användning, bland annat det så kallade Concordiatemplet i Akragas (Agrigento) på Sicilien som uppfördes under senare hälften av 400-talet f.Kr.
I Rom kom den doriska ordningen mer till användning i den praktiska och profana arkitekturen, snarare än den sakrala. Romarna associerade ordningen med manlig proportion och styrka, ett synsätt som levde kvar även under renässansen.
Den doriska ordningen var också, tack vare dess enkelhet, en viktig del av den klassicistiska arkitekturen, vilket knöt an till den tidens växande intresse för det antika Grekland.